# John Mason (giurista)
John Mason (Inghilterra, 1600 – Norwich, 1672) è stato un giurista britannico.
Emigrato in America nel 1630, nel 1635 fondò in Connecticut Windsor. Nel 1637 ottenne il comando di una spedizione contro i Pequot, che sconfisse clamorosamente.
Già giudice del Connecticut, ne divenne nel 1660 vicegovernatore, dimettendosi poi nel 1669.